# Álvaro José de Navia-Osorio y Vigil de la Rúa
Álvaro José Navia-Osorio y Vigil de Quiñones (Puerto de Vega, 19 dicembre 1684 – Orano, 21 novembre 1732) è stato un generale, diplomatico e scrittore spagnolo, particolarmente distintosi durante la guerra di successione spagnola e nella guerra della Quadruplice Alleanza. Ricopri l'incarico di governatore della Sicilia (1720-1721), Ambasciatore di Spagna alla corte di Torino (1721-1727), rappresentante spagnolo durante il congresso di Soisson, fu poi Ambasciatore di Spagna alla corte di Parigi (1729-1731). Terzo Marques de Santa Cruz de Marcenado e Vizconde de Puerto, fu autore delle Reflexiones Militares considerato un importantissimo trattato di arte militare.

## Biografia

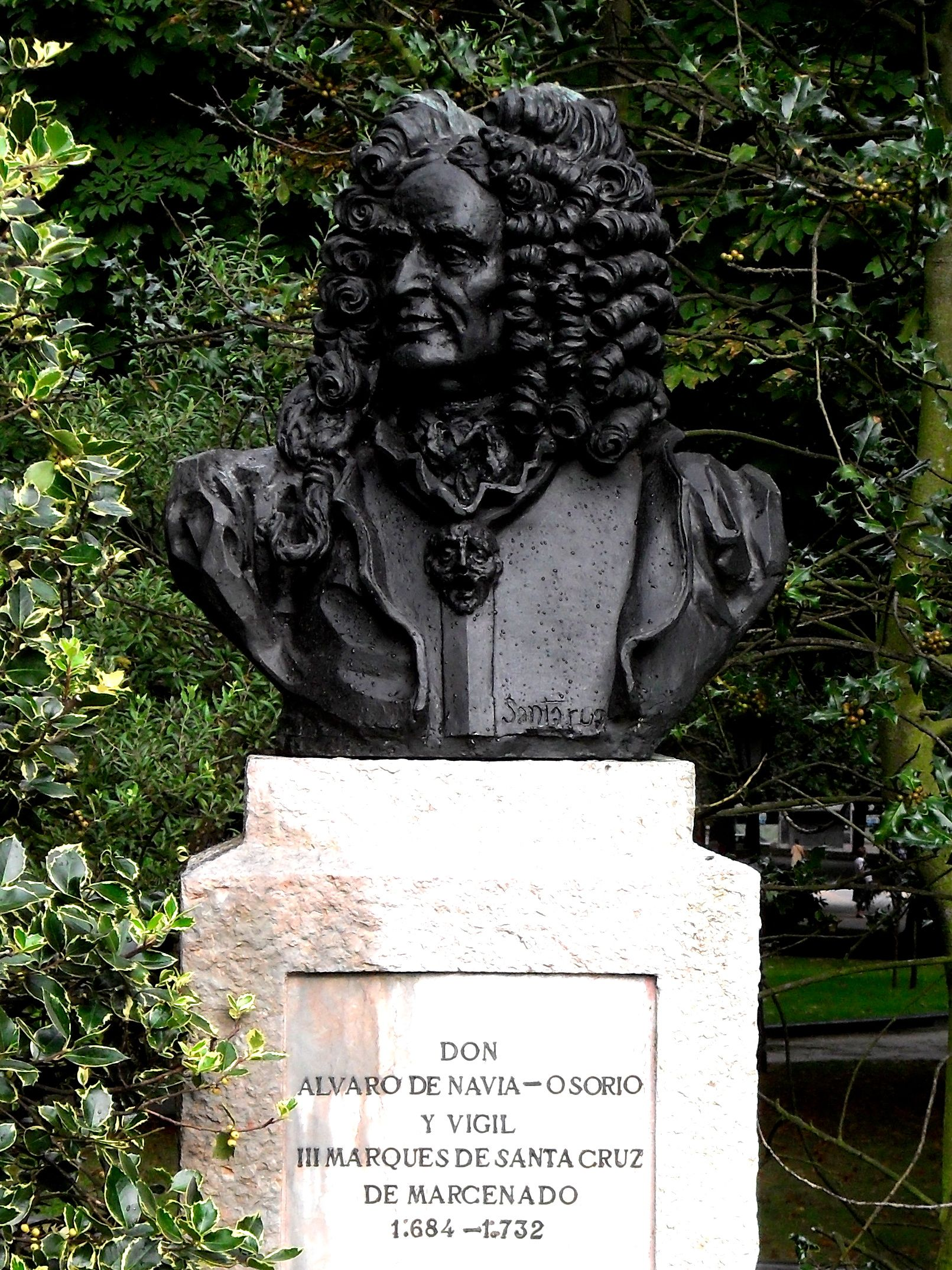
Busto del tenente generale Álvaro José de Navia-Osorio esposto nel parco San Francisco di Oviedo, realizzato nel 1984 dallo scultore Vicente Santarúa.

Nacque a Puerto de Vega, nelle Asturie, 19 dicembre 1684, figlio di Juan Antonio Navia Osorio y Argüelles de Celles e di Jacinta Antonia Vigil de Quiñones y la Rua Valdés Rubio. 
Inizialmente studiò logica presso il Convento di Santo Domingo, a Oviedo,, e poi grammatica latina e retorica presso l'università di quella città, imparando otto lingue. 
Nel 1701 si sposò ad Avilés con Francisca de Navia Arango y Montenegro, originaria di Castropol.
Nel luglio 1703, all'età di diciannove anni, fu nominato primo Mestro di campo del Terzo Tercio delle Asturie, organizzato per combattere nella guerra di successione spagnola a favore di Filippo V. Tale unità, sotto il suo comando, si distinse subito in Galizia e poi nelle Asturie durante la presa di Ciudad Rodrigo. Riorganizzato poi come Regimento de Asturia, con esso nel 1704 partecipò alla campagna sul confine settentrionale del Portogallo, combattendo anche in Aragona, Navarra, e Huesca tanto che il 22 febbraio 1707 fu promosso colonnello, e il 7 settembre dello stesso anno brigadiere.
Nel 1708, sotto il comando del Duca d'Orleans, partecipò alla presa di Tortosa, e rimasto vedovo, in quella città il 6 maggio 1709 sposò in seconde nozze doña María Teresa Ruig y Magriña.
Nel corso del 1710 partecipò alla difesa dei possedimenti spagnoli in Sicilia contro le truppe austriache.
La firma del trattato di Utrecht, avvenuta l'11 maggio 1713, sancì il riconoscimento di Filippo V a Re di Spagna e delle province d'oltremare, ma i territori della penisola italica furono abbandonati in favore della Casa Savoia e dell'arciduca Carlo d'Austria. A causa della ribellione scoppiata in Catalogna, che rifiutava di sottomettersi a Filippo V, nel luglio del 1714 fu inviato, al seguito del duca di Berwick, ad assediare formalmente Barcellona; la città oppose una strenua difesa, arrendendosi l'11 settembre di quello stesso anno.
Promosso maresciallo di campo il 22 maggio 1718, con lo scoppio della guerra della Quadruplice Alleanza, il 9 giugno di quell'anno, una spedizione spagnola, guidata da José Patiño Rosales, partì da Barcellona per riconquistare la Sicilia, usando come pretesto la presunta ostilità della popolazione ai Savoia. Lo sbarco delle truppe avvenne in 3 luglio, ma nonostante il suo reggimento facesse parte del corpo di spedizione, egli rimase in Sardegna come governatore di Plaza de Caller, fornendo un aiuto significativo alle truppe che combattevano in Sicilia. Rimasto nuovamente vedovo, il 24 maggio 1719 sposò a Puerto de Santa María (Cadice) doña María Antonia de Bellet y Valencia.
Con la firma del trattato dell'Aia, avvenuta il 20 febbraio 1720, la Spagna cedette a Vittorio Amedeo II, duca di Savoia, la Sardegna, riprendendosi la Sicilia, di cui egli fu nominato provvisoriamente governatore.
Nel 1721 fu nominato Ambasciatore di Spagna alla corte di Torino, trasferendosi a vivere con la famiglia presso la capitale sabauda il 5 giugno 1722. Qui si dedicò a scrivere alcuni libri di carattere militare, tra cui l'importante Reflexiones Militares, universalmente riconosciuto come un'opera fondamentale della scienza bellica. Rimase a Torino fino al 29 giugno 1727, lasciando la città il 5 novembre per trasferirsi in Francia. Il 4 giugno dell'anno successivo fu designato come secondo rappresentante della Spagna al congresso di Soisson, rimanendovi fino al giugno 1729. Questo congresso, cui parteciparono i rappresentanti di numerosi paesi europei, tra cui Gran Bretagna, Francia, e Paesi Bassi, portò ad evitare una nuova guerra europea, e alla successiva firma del trattato di Siviglia, avvenuta nel novembre 1729, che pose fine alla guerra anglo-spagnola. Rimase a Parigi come Ambasciatore alla corte di Francia fino al gennaio 1731, difendendo gli interessi spagnoli nel progetto di pace per l'Europa redatto dal cardinale Fleury, che nella sua forma iniziale li danneggiava. In quell'anno Filippo V lo nominò Segretario alla guerra del Consiglio Reale, ma alcune trame di palazzo impedirono che assumesse quell'incarico, venendo destinato, il 23 aprile, a quello di governatore di Ceuta, che era gravemente minacciata dai Mori. Promosso tenente generale delle Armate del Re. il 4 gennaio 1732 nella primavera di quell'anno il re di Spagna organizzò una spedizione, al comando del duca di Montemar, per recuperare la città di Orano, persa durante la guerra di successione. Una grande flotta al comando di Blas de Lezo partì da Alicante per Orano, con a bordo una forza di circa 27.000 uomini di fanteria e cavalleria pronti per il combattimento. Sbarcato alla testa delle sue truppe sulle spiagge vicino ad Orano, egli consentì al conte di Montemar di entrare in città il 1 luglio di quell'anno, mentre il Bey Hacén si era ritirato nell'entroterra algerino. Dopo aver organizzato l'amministrazione spagnola, Montemar lo nominò governatore di Orano, ma egli rimase ucciso il 21 novembre di quell'anno, mentre stava portando soccorso ad un distaccamento spagnolo rimasto isolato, e minacciato di accerchiamento, durante uno dei costanti attacchi lanciati dai Mori del Bey Hacén. Catturato, fu subito decapitato, e da allora il luogo in cui trovò la morte è noto come El barranco de la Sangre.

## Pubblicazioni
- "Reflexiones Militares" (1724-1727), Juan Francisco Mairesse, Torino, 1724.
- Rapsodia económico política monárquica. Comercio suelto, y en compañías general, y particular, en México, Perú, Philipinas y Mofcovia: Población, Fábricas, Pefquería, Plantíos, Colonias en África: Empleo de Pobres, y de Vagabundos: Y otras ventajas, que fon fáciles a la España con los medios aquí propueftos, extractados, ò commentados, Oficina de Antonio Marín, Madrid, 1732.

### Annotazioni
1. ↑  Tale istituto era sotto il patrocinio della famiglia con il patrocinio della famiglia Navia-Osorio.
2. ↑   Esso fu letto de apprezzato da Napoleone Bonaparte, José de San Martín e Federico II di Prussia.

### Fonti
1. 1 2 3 4 5 6 7 8 9  Docelinajes.
2. 1 2 3 4  Cadenas y Vicent 1991, p. 124.
3. 1 2 3 4 5 6 7 8 9 10  Ozanam 1998, p. 366.
4. 1 2 3 4 5 6 7 8 9 10  Real Accademia de la Historia.